# 团泊洼
团泊洼，也称团泊湖，是一个位于中国天津市的淡水湖，地处天津市大港区、静海县、西青区三区县交界，面积约为49.57平方千米。它的湖区隶属于海河区，一级流域为海河流域，二级流域为潮白、北运、蓟运河水系。
据史书记载，清朝乾隆皇帝曾经出游此湖，亦得名“乾隆湖”。该湖区栖息大量鸟类，是联合国划定的野生珍禽保护区之一，亦是天津市著名的旅游风景区。一些社会知名人士曾在此生活，如诗人郭小川（诗作：《团泊洼的秋天》）、作家吴祖光、漫画家钟灵等。团泊洼已初步成为天津市现代农业种植、畜牧水产养殖、食品加工及旅游度假的基地之一。